# Norbert Koch (Politiker)
Norbert Koch (* 1. Mai 1944) ist ein deutscher Politiker (DSU) und ehemaliger Abgeordneter der Volkskammer der DDR.

## Biographie
Norbert Koch legte 1962 das Abitur ab und studierte von 1963 bis 1968 Medizin mit Qualifizierung zum Zahntechniker.
Im August 1968 wurde er aus politischen Gründen verhaftet und zu einer Haftstrafe verurteilt. Nach der Haftentlassung war er als Hilfspfleger, Zahntechniker, Fachzahntechniker und Zahntechnikermeister in Dresden tätig. Nach der Wende in der DDR war er wieder Inhaber eines zahntechnischen Laboratoriums in Dresden.
Norbert Koch ist verheiratet und hat ein Kind.

## Politik
1989, während der Wende in der DDR, schloss sich Norbert Koch der CSU Sachsen (später DSU) an und war seit Februar 1990 DSU-Landesvorsitzender in Sachsen. Bei der ersten freien Volkskammerwahl 1990 wurde er im Wahlkreis 03 (Dresden) in die Volkskammer gewählt.
Bei der Landtagswahl in Sachsen 2009 trat Norbert Koch im Wahlkreis Dresden 5 für die Freie Wähler-Gruppe Sachsen an und erreichte 1,7 % der Stimmen.